# Hugo Scheinert
Hugo Scheinert (* 1873 in Breslau; † 1943 in Jannowitz, Niederschlesien) war ein deutscher Maler und Grafiker.

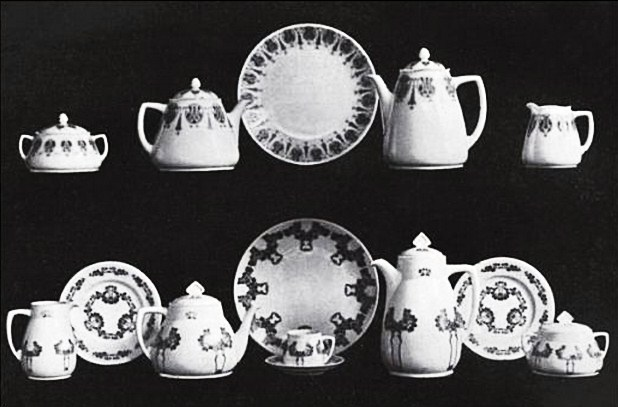
Design für das Porzellan-Werk Hermann Ohme, Niedersalzbrunn

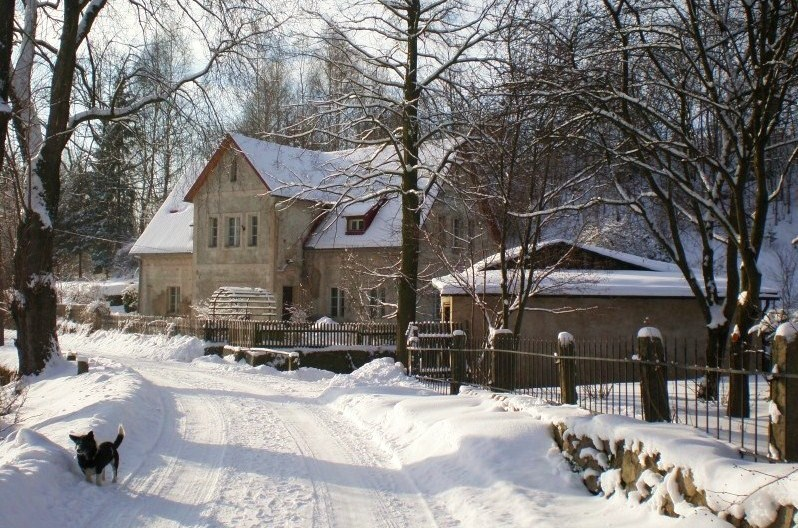
Janowice Wielkie (Jannowitz), Haus des Künstlers (Foto von 2011)

Ab 1902 war er Lehrer für Zeichen- und Schriftkunst an der Königlichen Kunst- und Kunstgewerbeschule Breslau (ab 1911 Kunstakademie). Er war Mitglied im Künstlerbund Schlesien.
Scheinert musste infolge seiner 1902 begonnenen Lehrtätigkeit an der Breslauer Akademie eine von ihm geführte Privatschule sowie seine künstlerische Mitarbeit bei einer Porzellanfabrik aufgeben. Sie fand ihre Fortsetzung in der Arbeit mit seinen Schülern bis in das Jahr 1925, zu der sich Restaurierungsaufträge für das Schlesische Museum für Altertümer und Kunstgewerbe ebenso gesellten, wie die Gestaltung von Bucheinbänden für den Verlag Wilhelm Gottlieb Korn. Er war auch bekannt für seine Exlibris-Entwürfe.
Hugo Scheinert lebte und arbeitete in den letzten Lebensjahren in Jannowitz im Riesengebirge in Niederschlesien.

## Ausstellungen
- 1902: Ausstellung für künstlerische Nadelarbeit und Handweberei, Leipzig
- 1904: Sonder-Ausstellung des Kunstgewerbevereins
- 1913: Ausstellung des Schlesischen Künstlerbundes
- 1914: Deutsche Werkbund-Ausstellung Köln
- 1927: Schlesische Wertschau
- 1927: Kunstausstellung Breslau